# Vampirella (film)
Vampirella è un film del 1996, diretto da Jim Wynorski, tratto dal fumetto omonimo Vampirella di Forrest J. Ackerman.

## Trama
Vampirella, originaria del pianeta Drakulon, si trova sulla Terra per cercare i vampiri che trenta secoli fa uccisero suo padre. Nella sua missione lo aiuterà Adam, capo di un'operazione paramilitare per l'annientamento dei vampiri.